# Molson Indy Toronto 1995
Molson Indy Toronto 1995 var ett race som var den elfte deltävlingen i PPG IndyCar World Series 1995. Racet kördes den 16 juli på Exhibition Place i Toronto, Kanada. Michael Andretti sin enda seger för säsongen, följd av Bobby Rahal och Jacques Villeneuve. Med sin tredjeplats utökade Villeneuve sin mästerskapsledning ytterligare.

## Slutresultat
| Plats | Förare               | Team                     | Grid | Kvaltid  |
| ----- | -------------------- | ------------------------ | ---- | -------- |
| 1     | Michael Andretti     | Newman/Haas Racing       | 6    | 58,289   |
| 2     | Bobby Rahal          | Rahal-Hogan Racing       | 5    | 58,272   |
| 3     | Jacques Villeneuve   | Forsythe Racing          | 1    | 58,046   |
| 4     | Teo Fabi             | Forsythe Racing          | 3    | 58,239   |
| 5     | Robby Gordon         | Walker Racing            | 7    | 58,441   |
| 6     | Raul Boesel          | Rahal-Hogan Racing       | 16   | 58,921   |
| 7     | Adrián Fernández     | Galles Racing            | 15   | 58,851   |
| 8     | Paul Tracy           | Newman/Haas Racing       | 10   | 58,541   |
| 9     | Christian Fittipaldi | Walker Racing            | 12   | 58,667   |
| 10    | Emerson Fittipaldi   | Marlboro Team Penske     | 17   | 58,958   |
| 11    | Eddie Cheever        | A.J. Foyt Enterprises    | 11   | 59,076   |
| 12    | Maurício Gugelmin    | PacWest Racing           | 14   | 58,754   |
| 13    | André Ribeiro        | Tasman Motorsports       | 9    | 58,485   |
| 14    | Stefan Johansson     | Bettenhausen Motorsports | 18   | 58,964   |
| 15    | Buddy Lazier         | Project Indy             | 27   | 1.01,925 |
| 16    | Gil de Ferran        | Jim Hall Racing          | 11   | 58,579   |
| 17    | Jimmy Vasser         | Chip Ganassi Racing      | 2    | 58,141   |
| 18    | Danny Sullivan       | PacWest Racing           | 13   | 58,736   |
| 19    | Hiro Matsushita      | Payton/Coyne Racing      | 26   | 1.00,474 |
| 20    | Marco Greco          | Dick Simon Racing        | 25   | 1.00,206 |
| 21    | Eliseo Salazar       | Dick Simon Racing        | 22   | 59,670   |
| 22    | Eric Bachelart       | Payton/Coyne Racing      | 24   | 1.00,163 |
| 23    | Alessandro Zampedri  | Payton/Coyne Racing      | 21   | 59,462   |
| 24    | Carlos Guerrero      | Dick Simon Racing        | 23   | 59,714   |
| 25    | Scott Pruett         | Patrick Racing           | 4    | 58,264   |
| 26    | Al Unser Jr.         | Marlboro Team Penske     | 8    | 58,447   |
| 27    | Bryan Herta          | Chip Ganassi Racing      | 19   | 59,011   |